# Лебеди
Ле́беди (лат. Cygnus) — род птиц из отряда гусеобразных семейства утиных.

## Этимология
Латинское cygnus заимствовано из др.-греч. κύκνος (собственно латинским обозначением лебедя было olor). Греческое слово этимологизируют как ономатопоэтическое или связывают с санскр. शोचति IAST: śocati «блестит, сверкает».
Русское «лебедь» восходит к праслав. *elbedь с тем же значением, которое родственно др.-в.-нем. albiʒ, elbig «лебедь» и лат. albus «белый».

## Описание
Крупные или средних размеров птицы. Самцы обычно крупнее самок. Размах крыльев представителей рода 1,5—3,1 м, длина крыла 55—56 см, а масса может достигать 12,7—15 кг. Тело несколько грузное и вальковатое. Оперение лебедей по своей окраске в зависимости от вида бывает либо чисто белого, либо серого или чёрного цвета. Лебеди характеризуются очень длинной и тонкой шеей, позволяющей в более глубоких водах обыскивать дно в поисках пищи, а также величиной, по которой они являются самыми крупными водными птицами, а также самыми крупными в семействе. Крылья длинные и широкие. Лапы довольно короткие, из-за чего лебеди, передвигаясь по земле, производят несколько неуклюжее впечатление. У молодых птиц оперение буровато-серое, ноги чёрные. Оперение плотное и водонепроницаемое. Хорошо развита копчиковая железа, выделяющая маслянистый секрет, предохраняющий плотные контурные перья от намокания. Подкожный жировой слой в зависимости от вида птицы, её возраста, сезона и обилия пищи может достигать значительной толщины. Клюв удлинён, уплощён и снабжен по краям пластинками.
Типичные выводковые птицы. Потомство выращивается обоими родителями, опекающими птенцов в течение 1—2 лет после рождения. Линька дважды в году: летняя — полная и осенне-зимняя — частичная. Полная летняя линька начинается со смены маховых перьев. Процесс полной линьки протекает медленно. Смена пухового оперения на перьевое у молодых птиц начинается, когда они достигают примерно половины размеров взрослых птиц. Птенцы питаются различными водными личинками, добываемыми у берегов и на мелководьях и в меньшей степени растительной пищей. Взрослые птицы кроме мелких водяных животных, питаются водными растениями. Птицы погружают шею в воду на мелких местах и подолгу роются в донном иле, вырывая при этом в нём округлую ямку диаметром до 80 см, извлекая корневища и молодые побеги водных растений. При этом ловят мелких водяных животных у дна или в иле. Кормятся обычно по утрам и вечерам.

## Классификация
Международный союз орнитологов выделяет шесть видов:
- Чёрный лебедь (Cygnus atratus)
- Черношейный лебедь (Cygnus melanocoryphus)
- Лебедь-шипун (Cygnus olor)
- Лебедь-трубач (Cygnus buccinator)
- Американский лебедь (Cygnus columbianus)
- Лебедь-кликун (Cygnus cygnus)

Иногда за лебедя принимают коскоробу, однако эта птица относится к роду Coscoroba и, хотя по своим размерам больше гуся, всё же ближе к уткам, чем к лебедям.
Обнаружены следующие ископаемые виды, которые относятся к лебедям:
- † Cygnus csakvarensis (поздний миоцен, Венгрия)
- † Cygnus mariae (ранний плиоцен, США)
- † Cygnus verae (ранний плиоцен, София, Болгария)[11]
- † Cygnus liskunae (средний плиоцен, западная Монголия)
- † Cygnus hibbardi (предположительно ранний плейстоцен, Айдахо, США)
- † Cygnus sp. (ранний плейстоцен, Дурсунлу, Турция: Louchart et al., 1998)
- † Cygnus falconeri (средний плейстоцен, Мальта и Сицилия)
- † Cygnus paloregonus (средний плейстоцен, западное побережье США) — включает синонимы «Anser» condoni и C. matthewi
- † Cygnus equitum (средний и поздний плейстоцен, Мальта и Сицилия)
- † Cygnus lacustris

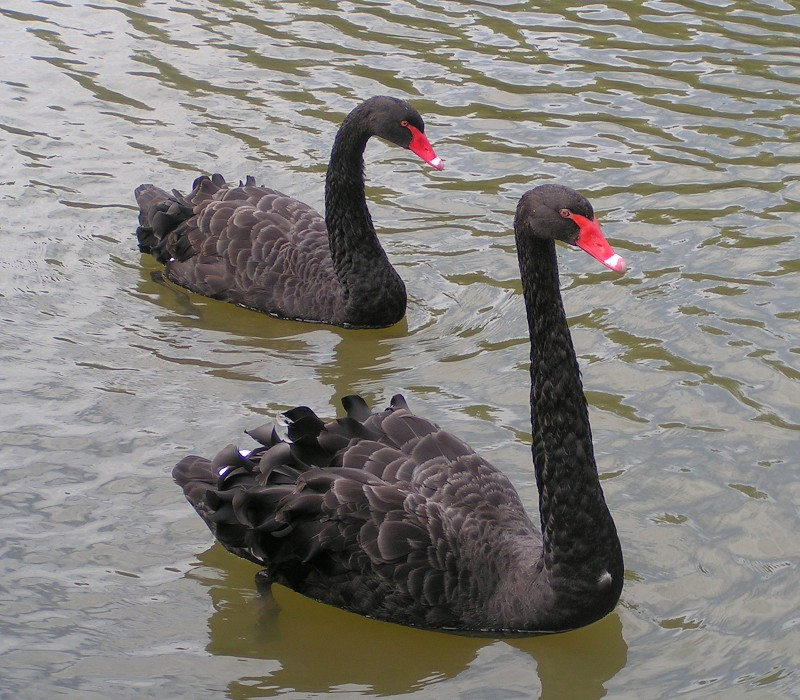
Чёрный лебедь (Cygnus atratus)
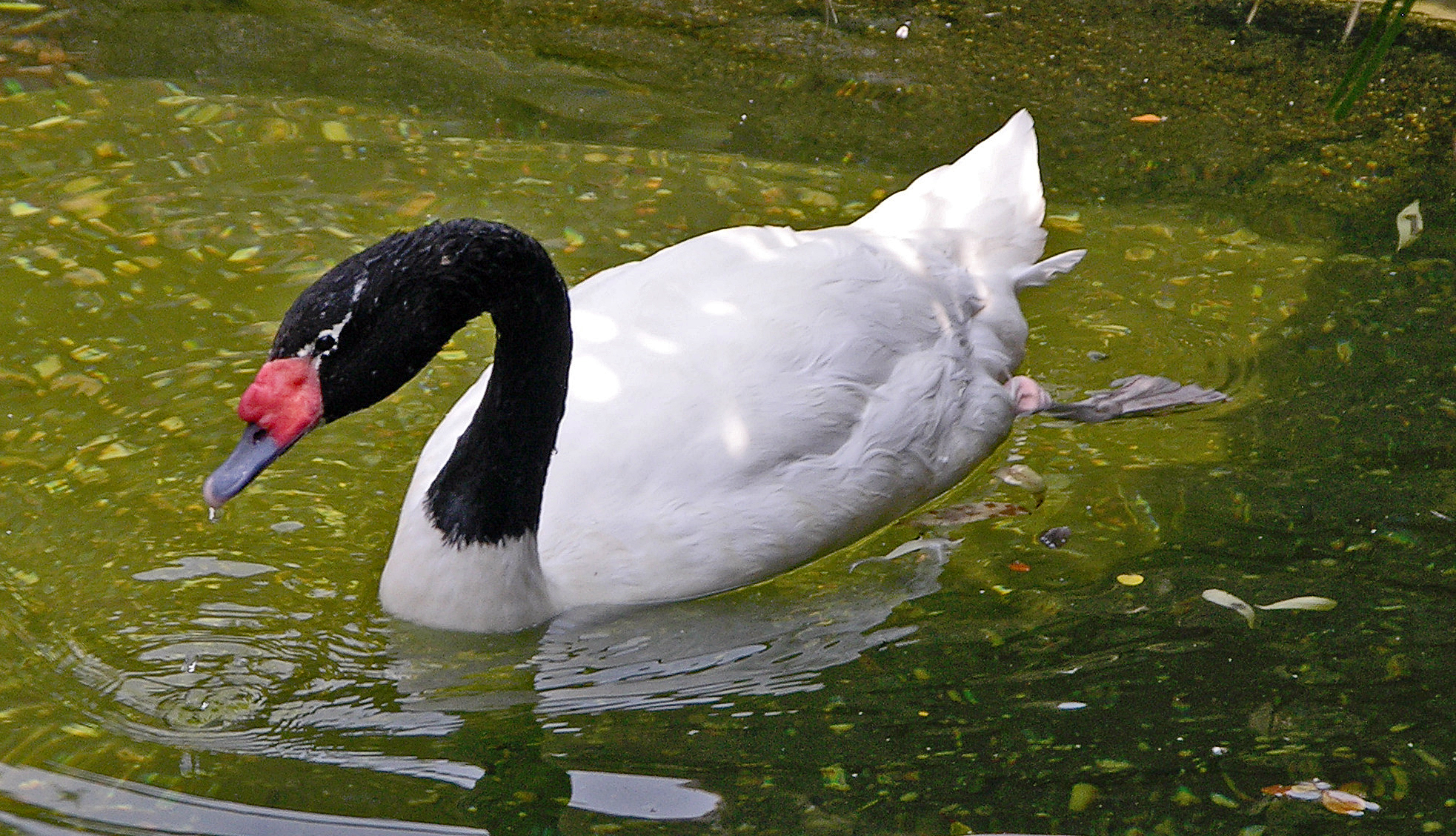
Черношейный лебедь (Cygnus melanocoryphus)
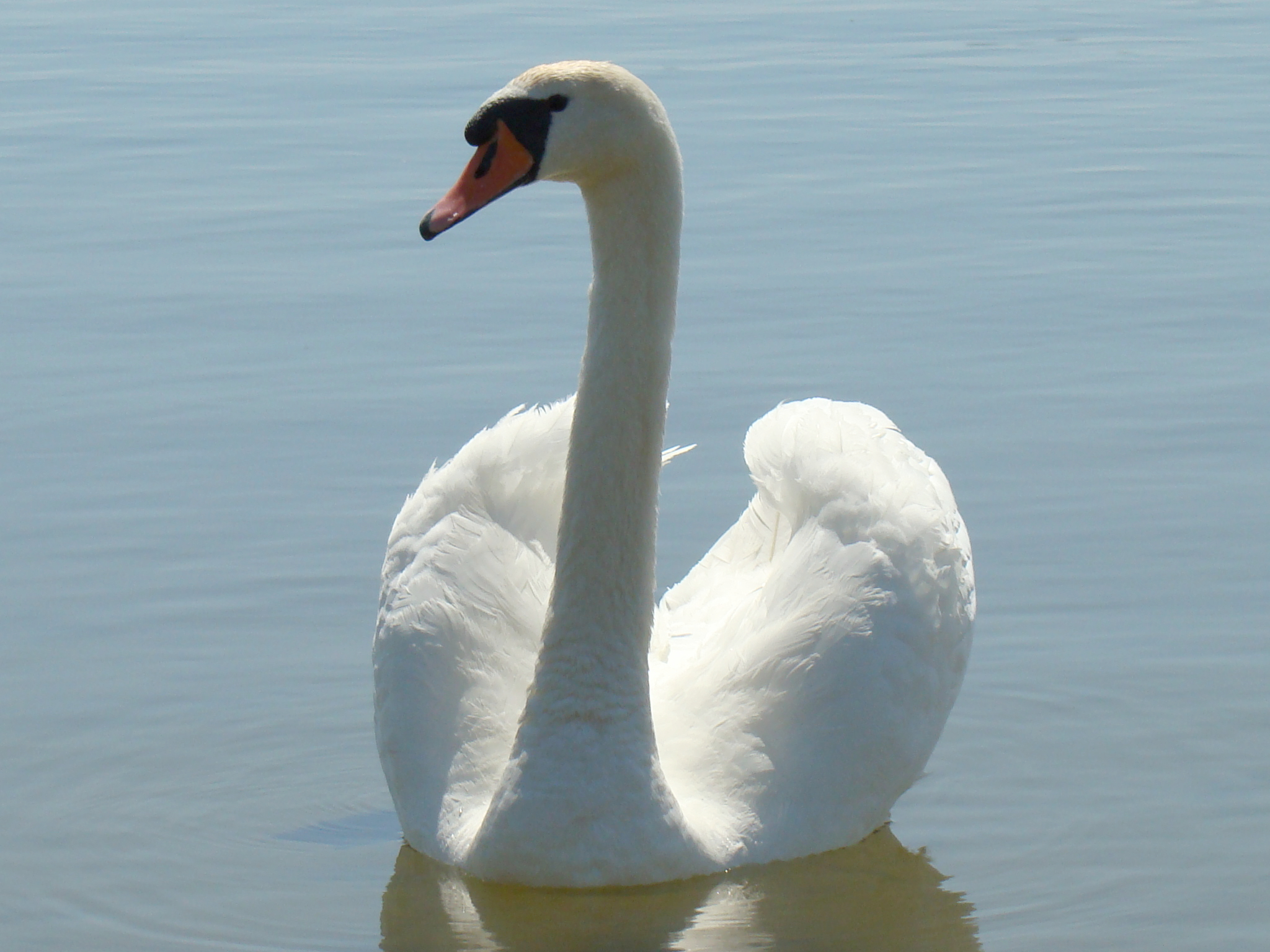
Лебедь-шипун (Cygnus olor)
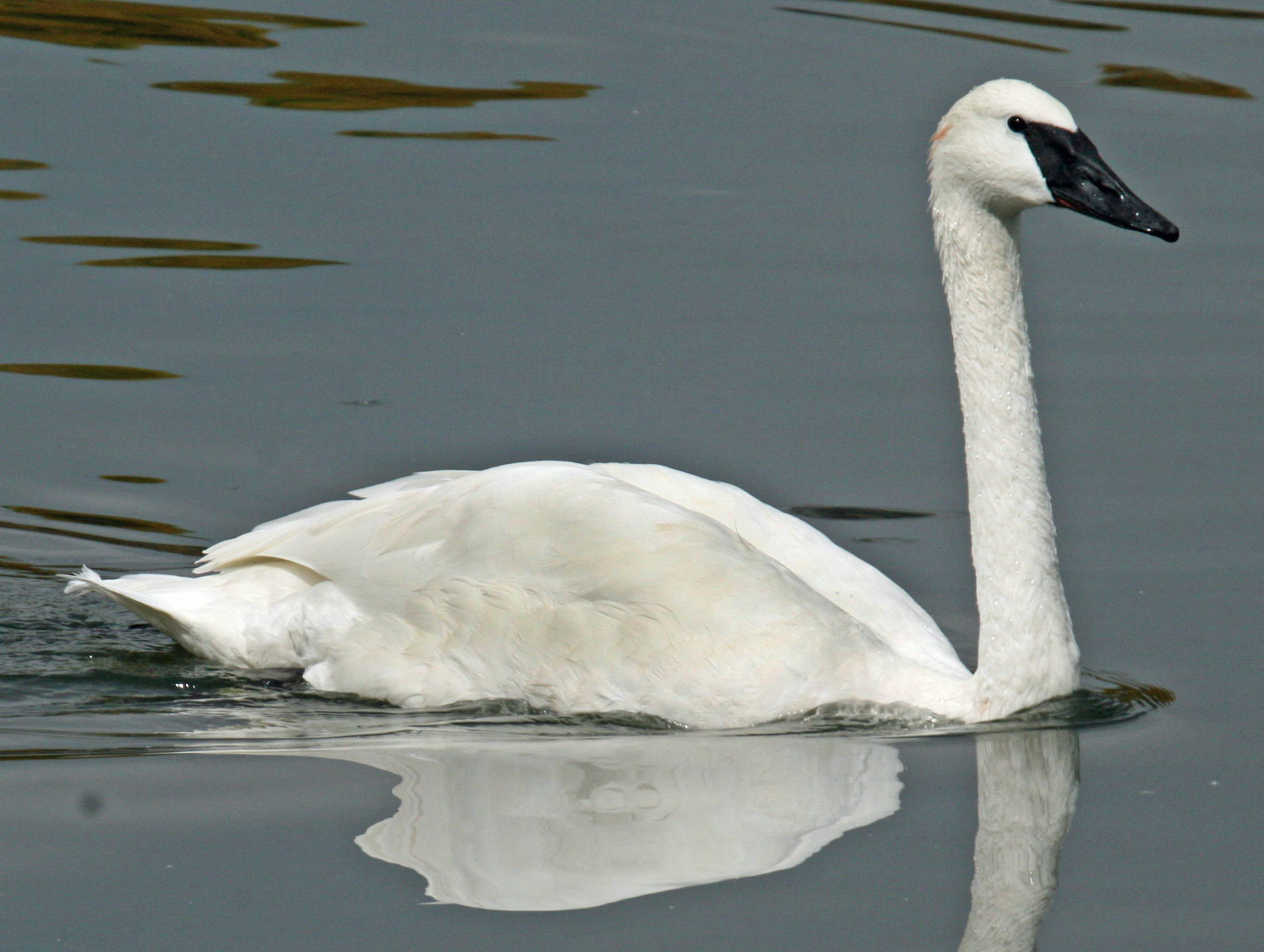
Лебедь-трубач (Cygnus buccinator)
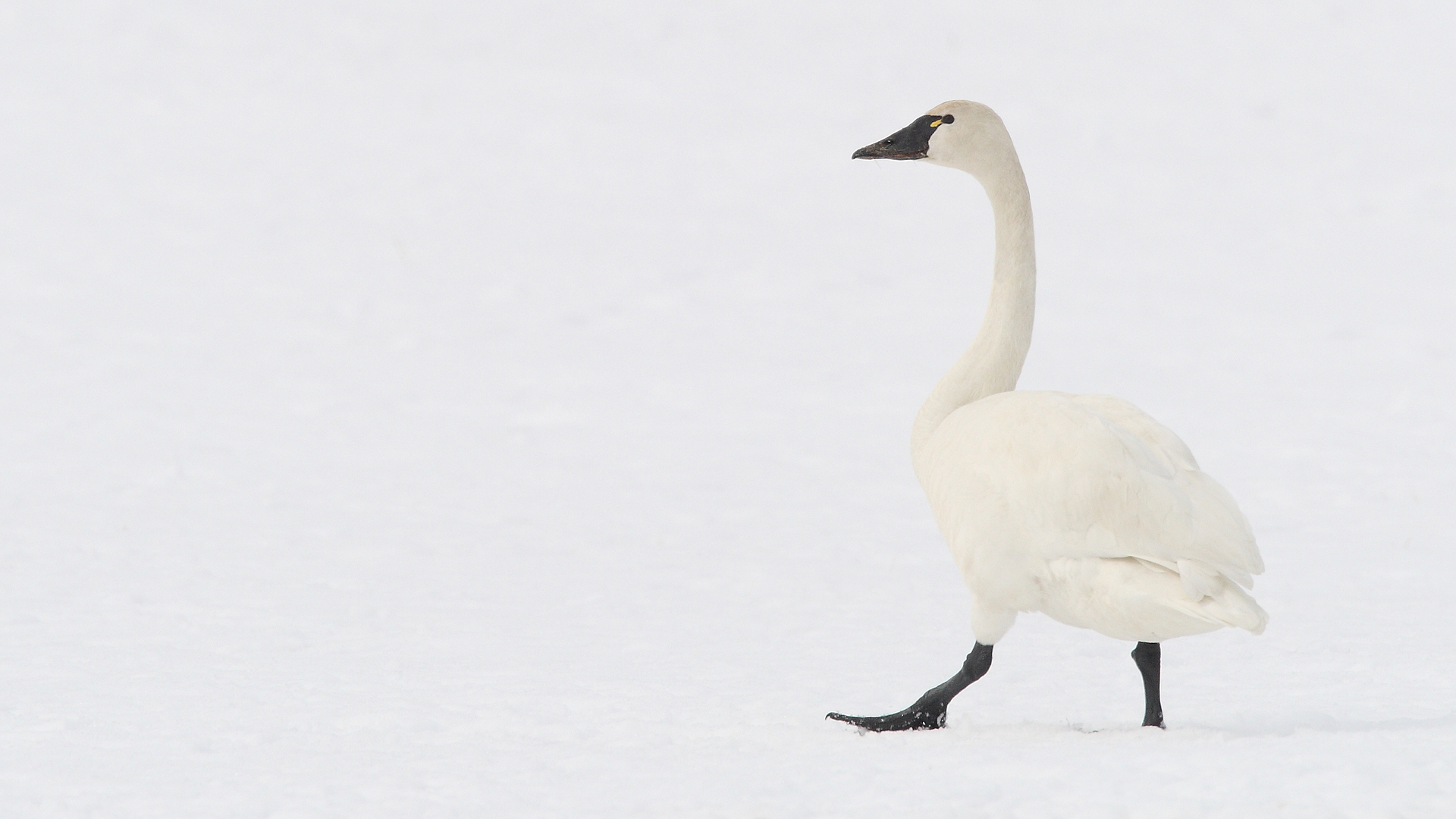
Американский лебедь (Cygnus columbianus)
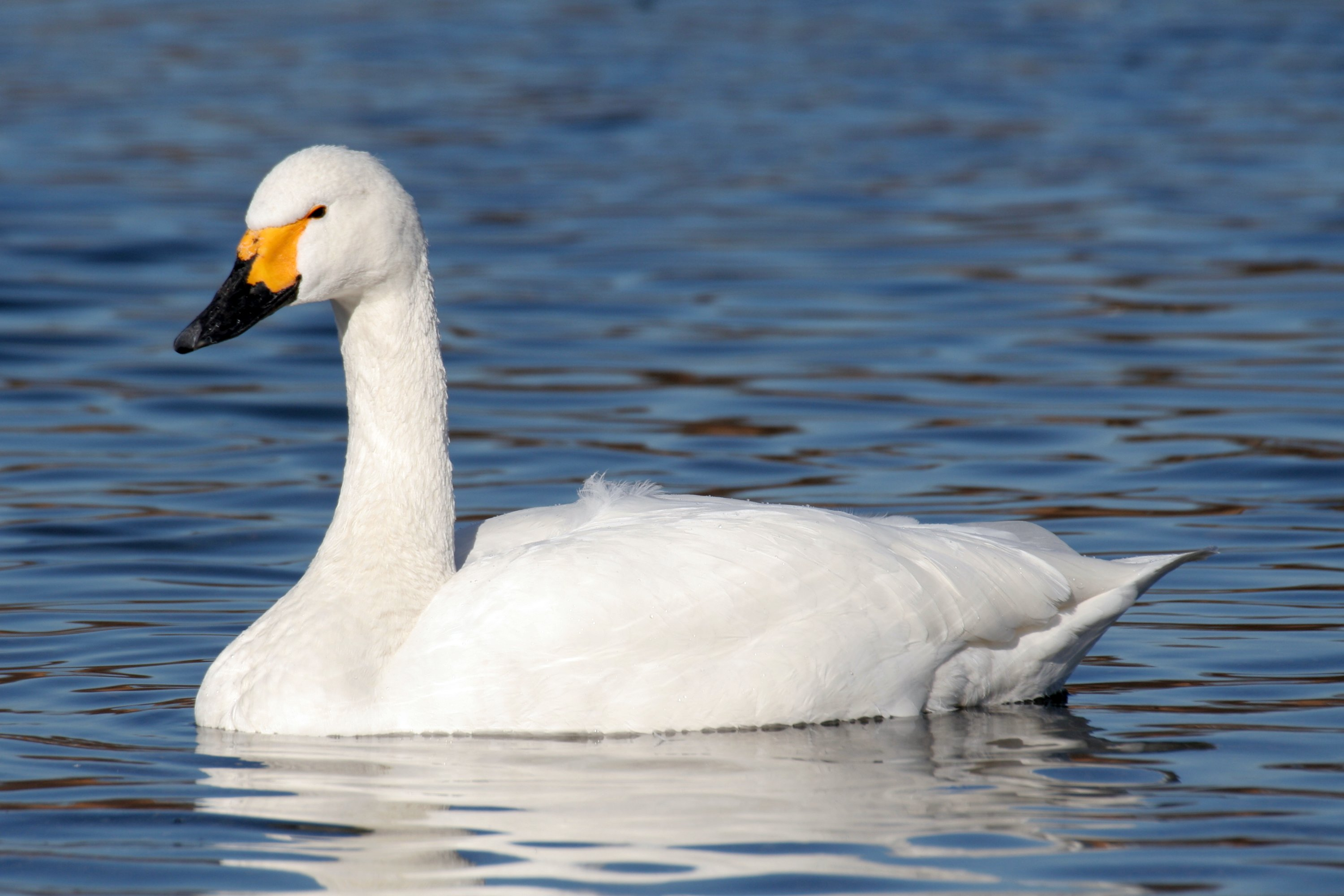
Малый лебедь (Cygnus columbianus bewickii)
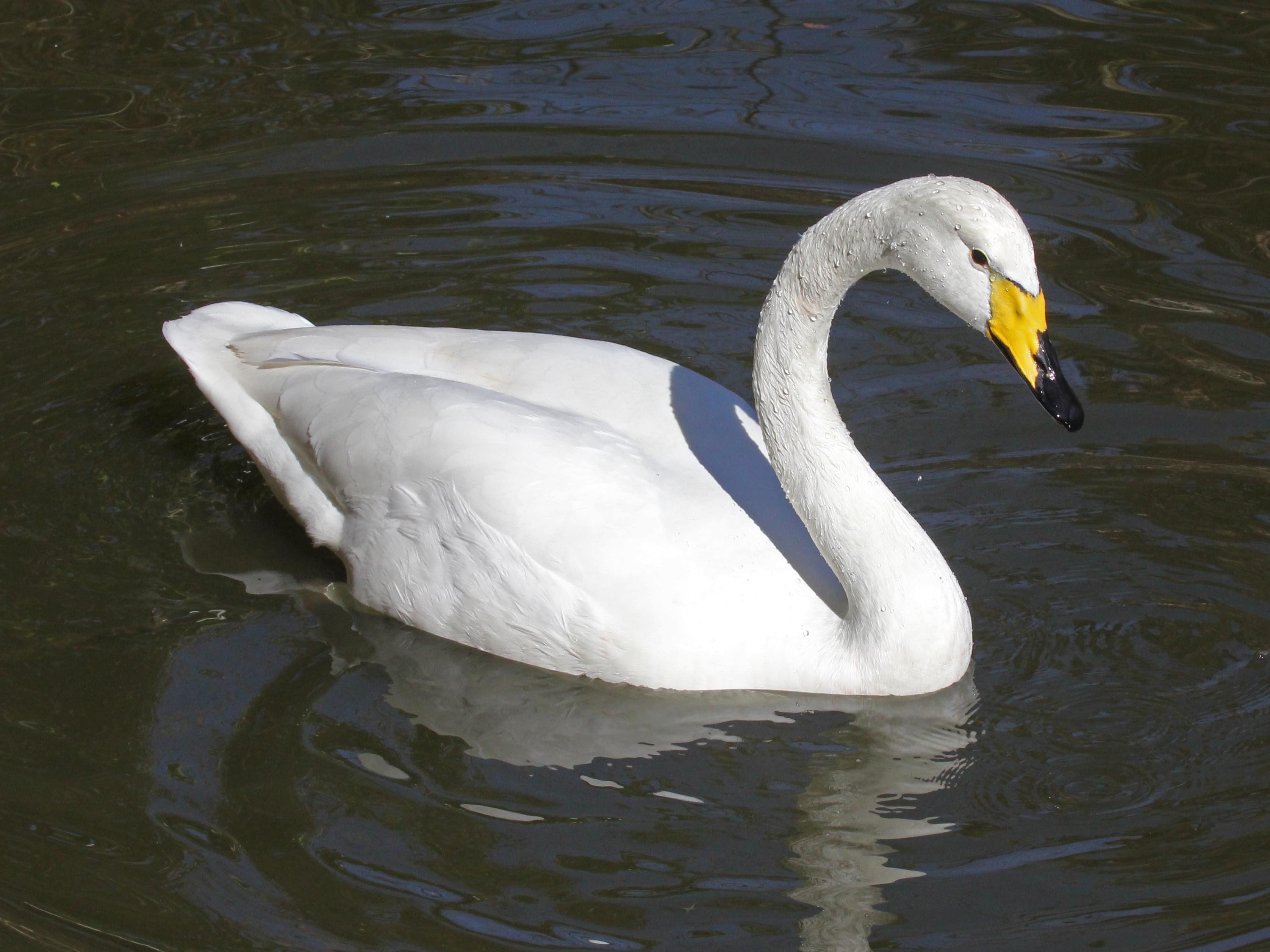
Лебедь-кликун (Cygnus cygnus)

## Лебеди и человек
Для человечества лебеди олицетворяют красоту, романтику, являются символом возрождения, чистоты, благородства и мудрости, что вызвано их изящным телосложением, умением летать и плавать и моногамностью.
Лебедь-кликун объявлен национальной птицей Финляндии. Лебедь-шипун — национальная птица Дании. Чёрный лебедь — эмблема Западной Австралии, девиз которой — «Cygnis Insignis» («Несущий знак лебедя»). В Великобритании все лебеди-шипуны являются собственностью короля, а употреблять в пищу лебедей разрешается только членам королевской семьи.
Лебедь иногда считается символом Мартина Лютера. По легенде, реформатор Ян Гус во время сожжения сказал: «Сегодня вы жарите гуся, но из золы восстанет лебедь, и его вы не уничтожите». Лебедь часто изображался в лютеранской живописи, на богослужебных книгах, иногда — в скульптурном декоре. Его можно также видеть на шпилях некоторых лютеранских церквей, например, в немецком городе Моншау.
Охота на лебедей нередко запрещена, когда тот или иной подвид находится в стадии вымирания. Основной целью охоты является лебяжий пух. По свидетельству писателя-охотника С. Т. Аксакова (1852), мясо лебедя «так жёстко, что, несмотря на предварительное двухдневное вымачиванье, его трудно было разжевать», а вкус «походил на дикого гуся, но гусь гораздо мягче, сочнее и вкуснее».
Тем не менее, по свидетельствам очевидцев, в старину на Руси употребляли в пищу жареных лебедей, причём блюдо это считалось привилегированным. Вот как описывал эту церемонию в «Записках о Московии» (1546) австрийский дипломат Сигизмунд Герберштейн, дважды (в 1517 и 1526 году) посетивший Великое княжество Московское:

«Стольники вышли за кушаньем и принесли водку, которую московиты всегда пьют в начале обеда, а затем жареных лебедей, которых в мясные дни они почти всегда подают гостям в качестве первого блюда. Трёх из них поставили перед государем; он проколол их ножом, чтобы узнать, который лучше и предпочтительнее перед остальными, после чего тут же велел их унести. Все вместе сейчас же вышли за дверь. Возле двери в столовую стоял стол для разделки еды; там лебедя разрезали, положив на каждое блюдо то по четыре крыла, то по четыре ножки… Когда мы начали есть жареных лебедей, они приправляли их уксусом, добавляя к нему соль и перец (это у них употребляется как соус или подливка). Для той же цели было поставлено кислое молоко, а также солёные огурцы, равно как и сливы, приготовленные таким же способом».
«С Петрова дня в мясоед к столу подают: лебедей, потрох лебяжий, журавлей, цапель…» — сообщается в Главе 64 «Домостроя» (около 1550 года).
Лебедей подавали «с топешниками», то есть с нарезанными ломтиками калача, опущенными в растопленное сливочное масло, а «потроха лебяжьи» — под «медвяным взваром», порой вместе с варёной говядиной или в пирогах.
По свидетельству Петра Петрея де Ерлезунды, посланника в России шведского короля Карла IX в 1604—1611 годах, «если жареных лебедей на столе не бывает, хозяину тогда не много чести», как, впрочем, и гостям, для приёма которых это парадное блюдо не готовили.
В «Росписи царским кушаньям» — перечне блюд, подаваемых в различные дни к царскому столу, составленном для польского королевича Владислава, избранного московским царем в 1610 году, чтобы ознакомить его с порядками при московском дворе, — находим:

«На велик день Государю подавали ествы: три лебедя, а в них на скрылья три перепечи; а в них 12 лопаток муки крупчатые, 60 яиц, да от тех лебедей потрохи»

## В искусстве

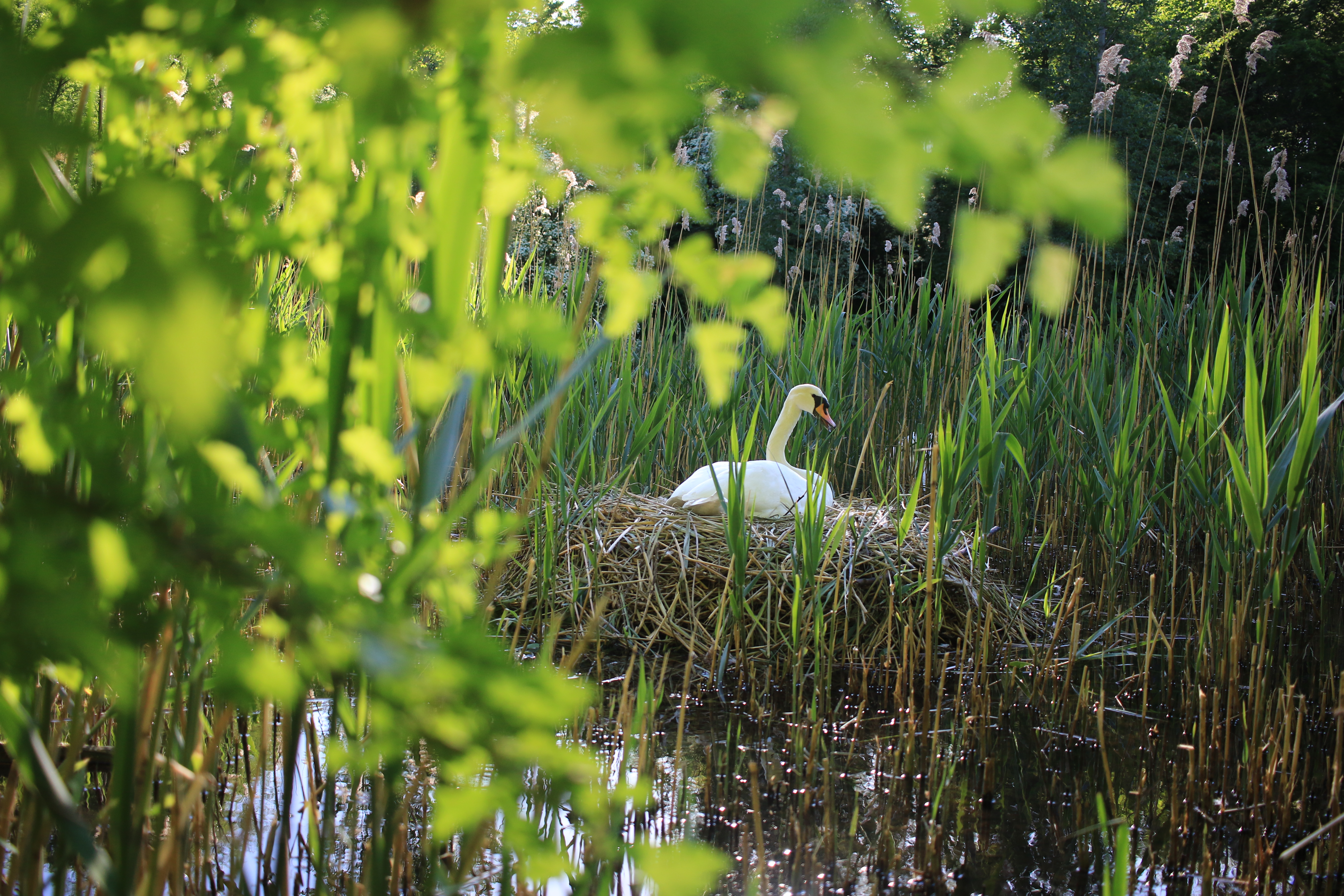
Лебедь-шипун в парке Остре Энлиг (Копенгаген)

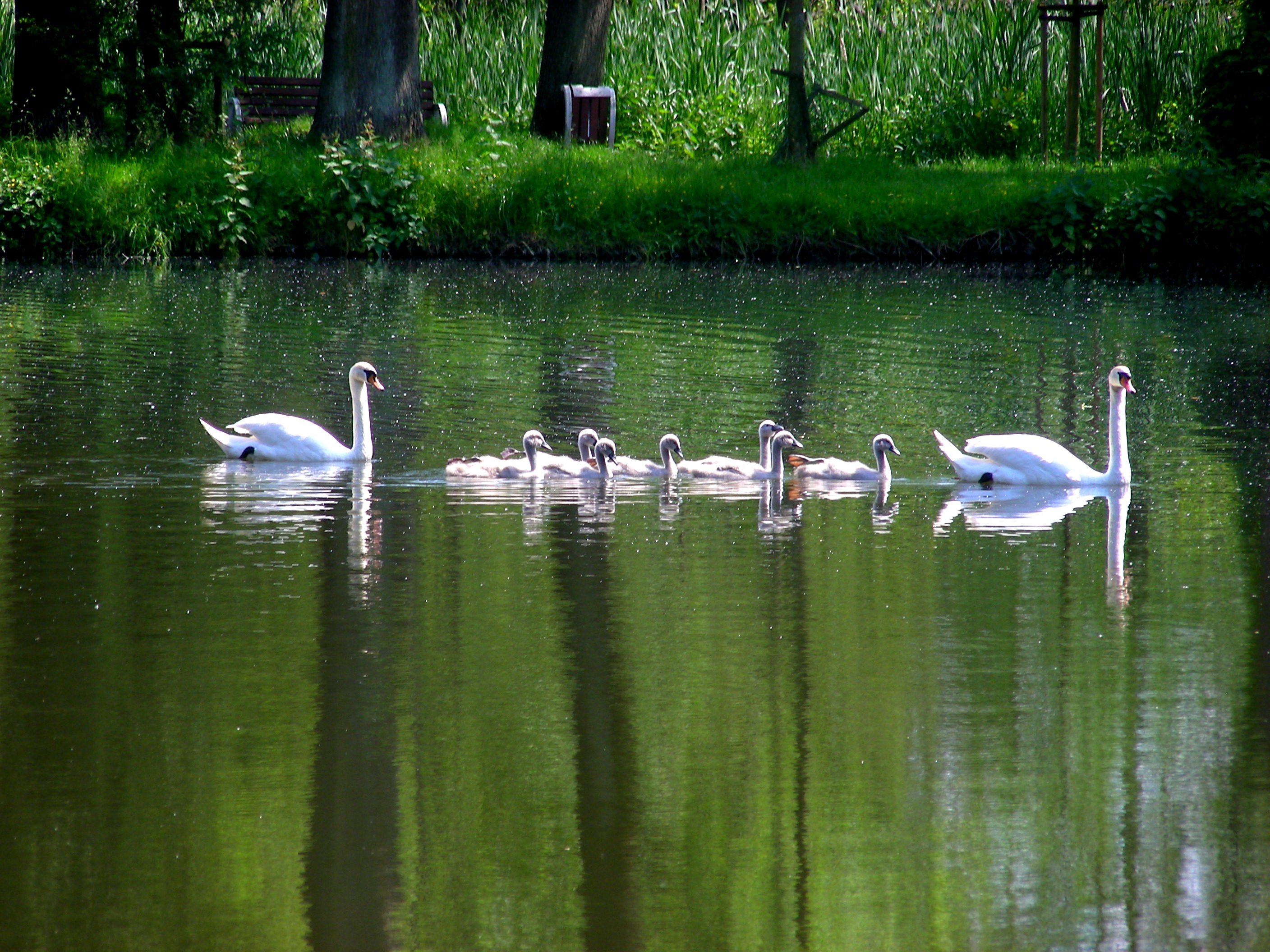
Лебеди в парке

- «Леда и лебедь» — мифологический сюжет, которым вдохновились живописцы Леонардо да Винчи («Леда и лебедь»), Микеланджело (сохранились только копии, в том числе — Рубенса), Корреджо, Веронезе, Тинторетто, Буше, Гюстав Моро, Сезанн и Сальвадор Дали («Атомная Леда», 1949), скульптор Амманати, гравёры Джованни Батиста Палумба, Джулио Компаньола, ювелир Бенвенуто Челлини, поэты Овидий, Ронсар, Парни, Бернар, Уильям Йейтс, А. Пушкин (кантата «Леда», 1814) и Е. Баратынский («Леда», 1824).

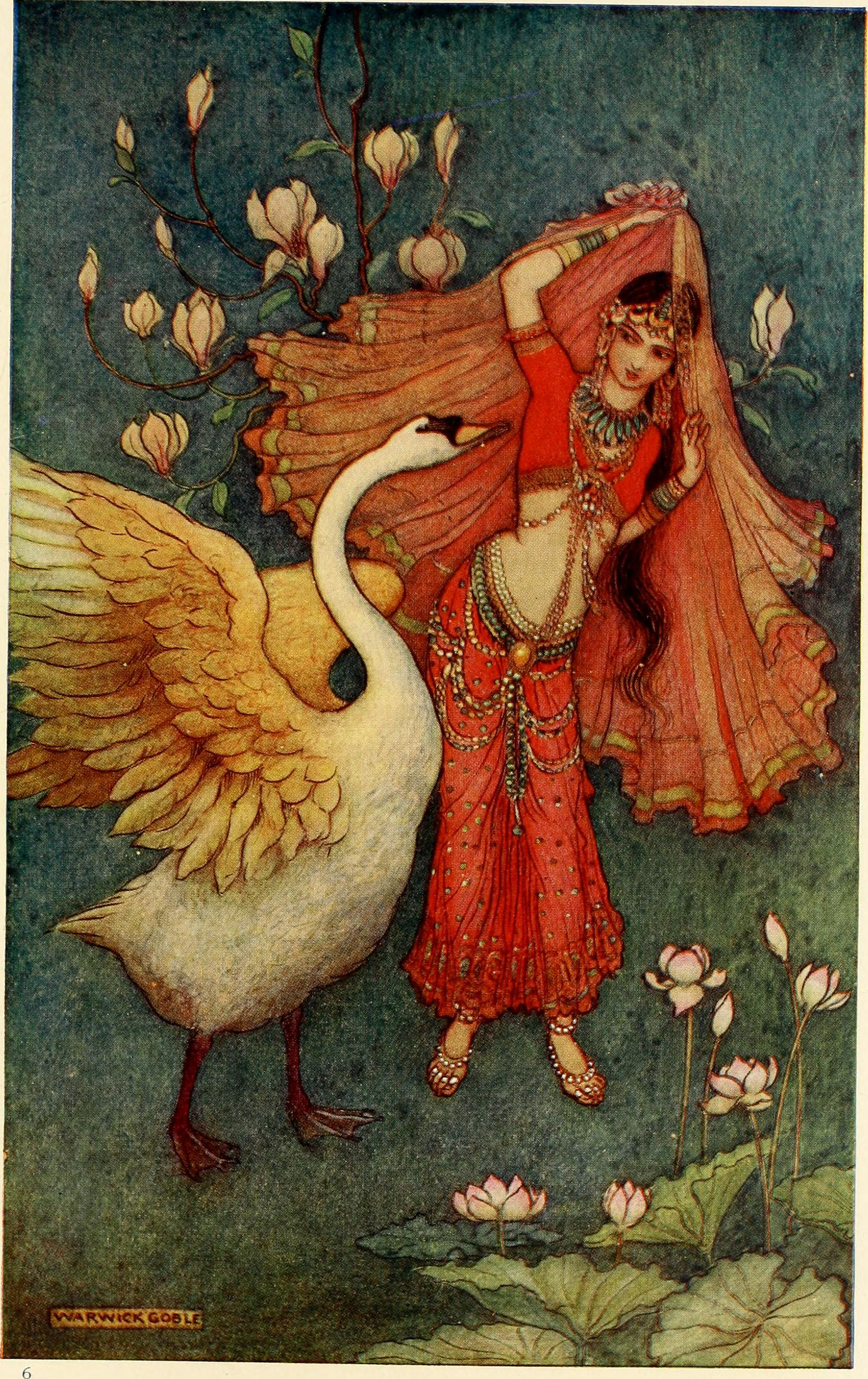
Иллюстрация Уорика Гобла к повести о Нале и Дамаянти из книги «Индийские мифы и легенды». Лебедь рассказывает Дамаянти о царевиче

### В литературе

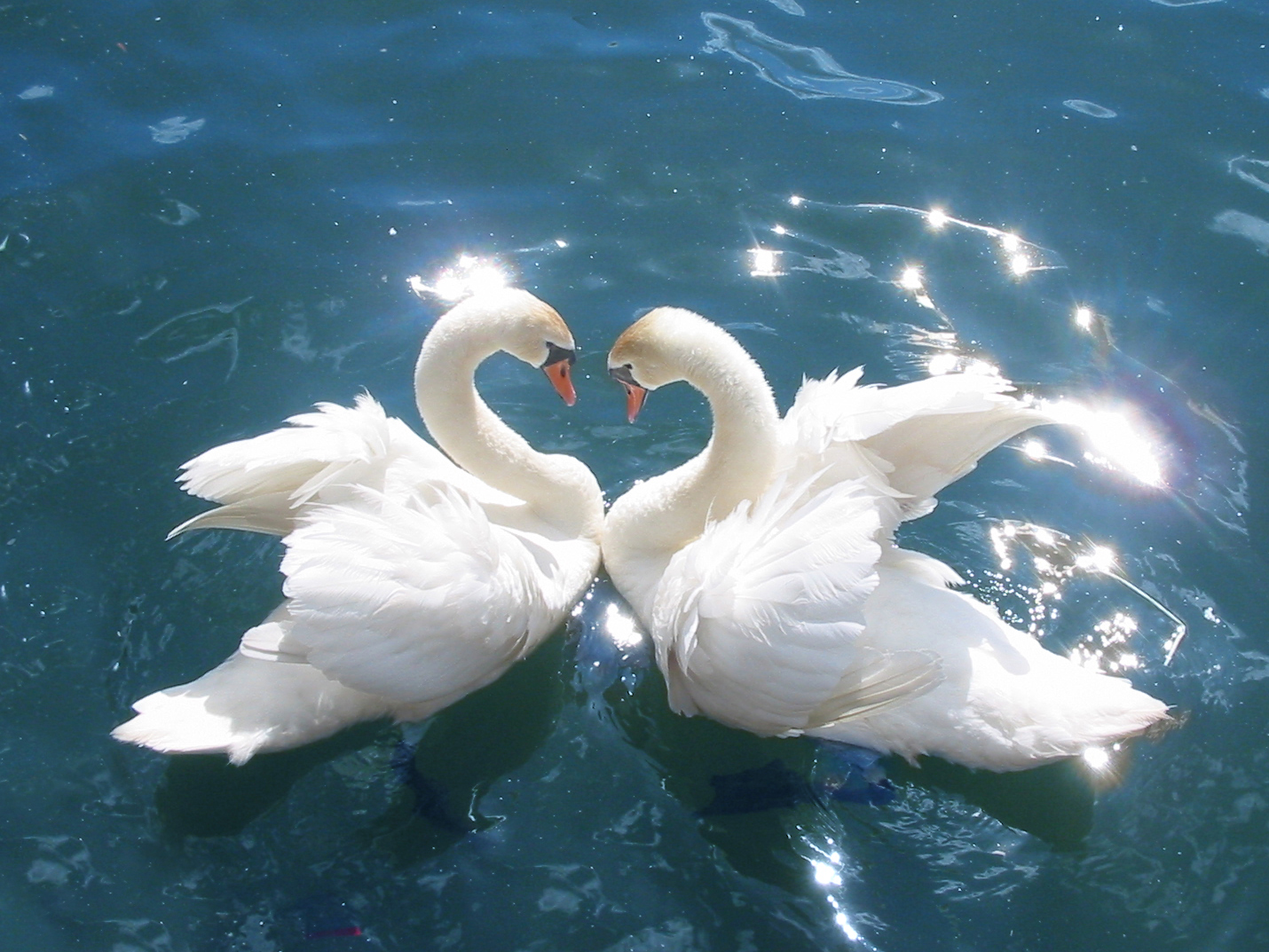
Лебединая пара

- «Гуси-лебеди» (русская народная сказка)
- «Гадкий утёнок» и «Дикие лебеди» — сказки Ханса Кристиана Андерсена.
- «Лебедь, Щука и Рак» — басня И. А. Крылова
- «Сказка о царе Салтане» — сказка Александра Сергеевича Пушкина.
- «Царевна-Лебедь» — сказка и картина (1900 года) Михаила Врубеля.
- «Лебёдушка» — стихотворение Сергея Есенина.
- «Приёмыш» — рассказ Д. Н. Мамина-Сибиряка.
- «Ермаковы лебеди» — сказка П. П. Бажова.
- «Чёрный лебедь» — роман американской писательницы Рэйчел Пайес.
- «Гадкие лебеди» — повесть братьев Стругацких.
- «Лужок Чёрного Лебедя» («Black Swan Green») —  роман Дэвида Митчелла.

### В музыке и хореографии
- Песня Владимира Высоцкого «Баллада о коротком счастье» («Песня о двух погибших лебедях») из цикла баллад для кинофильма «Стрелы Робин Гуда», написанная в 1975 году.
- «Лебединое озеро» — балет Петра Ильича Чайковского.
- «Лебедь» — музыкальная фантазия Сен-Санса и хореографическая миниатюра Михаила Фокина на эту музыку, более известная под названием «Умирающий лебедь».
- «Лебёдушка» — концерт для смешанного хора без сопровождения, написанный в 1967 году композитором В. Н. Салмановым.
- «Лебединая верность» — песня Евгения Мартынова.
- «Raised by Swans» — канадская инди-рок-группа.
- «Swan Songs», «Swan Songs: Rarities EP», «Swan Songs B-Sides EP» — альбомы группы Hollywood Undead.
- The Swan Road (укр. Лебединий Шлях) — альбом украинской блэк-метал-группы Drudkh.
- «Туонельский лебедь» — из сюиты «Четыре легенды о Лемминкяйнене» Яна Сибелиуса.
- «Swans» — американская экспериментальная-рок-группа.

### В кинематографе
- «Лебедь» (англ. The Swan) — американский фильм 1925 года, режиссёр — Дмитрий Буховецкий.
- «Чёрный лебедь» — американский фильм 1942 года, экранизация романа Рафаэля Сабатини, режиссёр — Генри Кинг.
- «Лебедь» (англ. The Swan) — американский фильм 1956 года, режиссёр — Чарльз Видор, в главной роли — Грейс Келли.
- «Коломбо: Лебединая песня» (англ. Columbo: Swan Song) — эпизод американского телесериала 1974 года, режиссёр — Николас Коласанто, в главной роли — Питер Фальк.
- «Не стреляйте в белых лебедей» — советский фильм 1980 года по мотивам одноимённого романа Бориса Васильева, режиссёр — Родион Нахапетов.
- «Принцесса-лебедь» — американский мультфильм 1994 года, основанный на балете «Лебединое озеро», а также его сиквелы «Принцесса-лебедь: Тайна замка» (1997) и «Принцесса-лебедь: Тайна заколдованного королевства» (1998), «Принцесса-лебедь: Рождество» (2012) и «Принцесса-лебедь: Королевская сказка» (2014), режиссёр — Ричард Рич.
- «Лебединая труба» (англ. The Trumpet of the Swan) — американский мультфильм 2001 года, режиссёры — Ричард Рич и Терри Л. Носс.
- «Барби: Лебединое озеро» — американский мультфильм 2003 года, режиссёр — Оуэн Хёрли.
- «Гадкие лебеди» — российский фильм 2006 года по одноимённой повести братьев Стругацких, режиссёр — Константин Лопушанский.
- «Чёрный лебедь» — американский психологический триллер 2010 года, режиссёр — Даррен Аронофски, в главной роли — Натали Портман.
- «Лебедь» (порт. Cisne) — португальский фильм 2011 года, режиссёр — Тереза Виллаверди.
- «Полёт лебедя» (англ. The Flight of the Swan) — греко-американский фильм 2011 года, режиссёр — Никос Тзимас.
- Swan — короткометражный итальянский фильм 2012 года, режиссёр — Даниэль Мисиския.
- «Лебедь» (также известный как «Люк») — станция номер 3 проекта «Дхарма» в телесериале «Lost» («Остаться в живых»).

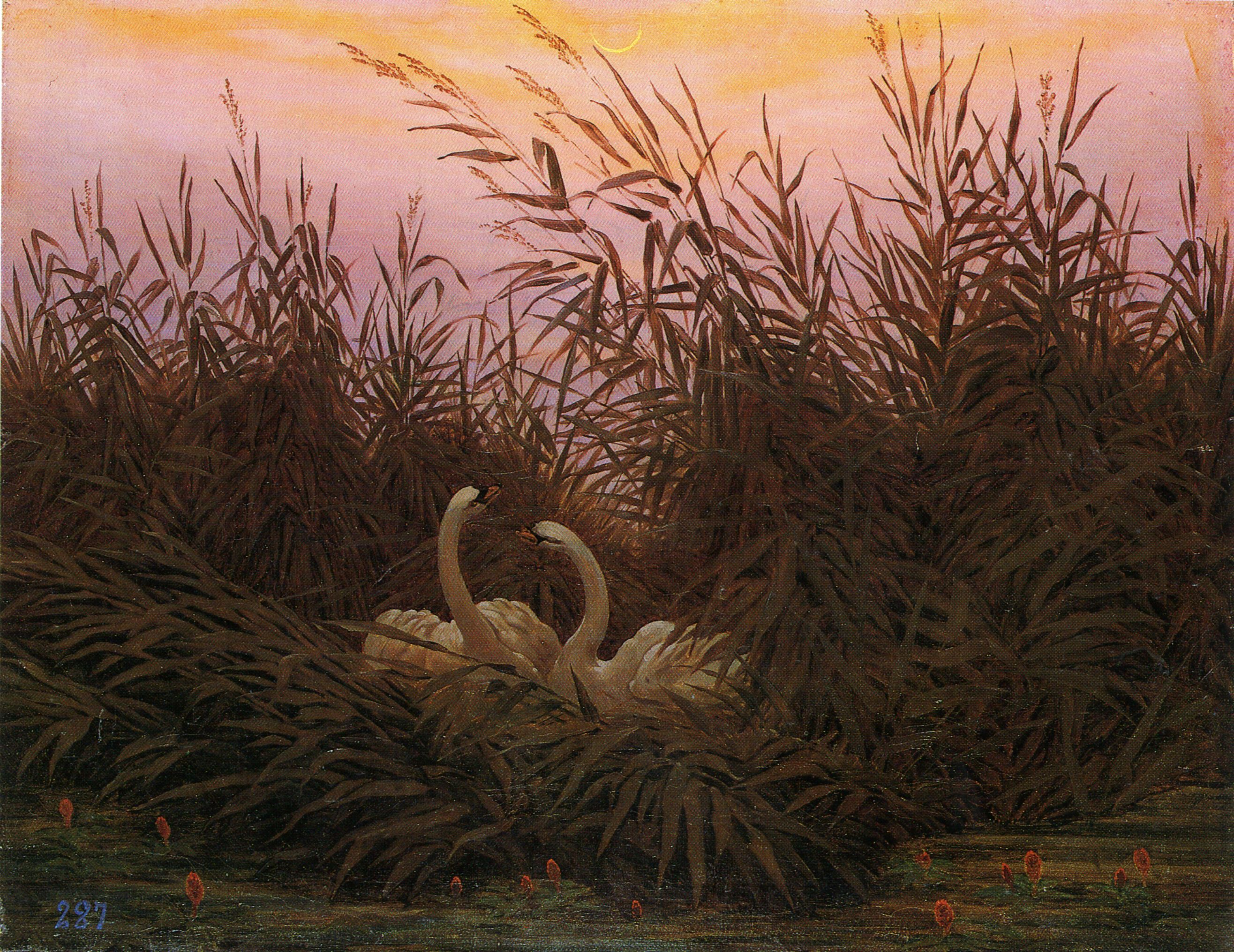
Фридрих К. Д. «Лебеди в камышах». Холст, масло, 1832. Государственный Эрмитаж

### В живописи
- «Лебеди в камышах» — картина немецкого художника-романтика Каспара Давида Фридриха (1832).
- «Царевна-Лебедь» — картина Михаила Врубеля (1900).
- «Лебедь под угрозой» — картина Асселин, Ян (1650).

### В филателии
- «Перевёрнутый лебедь» (англ. Inverted Swan) — четырёхпенсовая почтовая марка, отпечатанная в 1855 году в британской колонии Западная Австралия, одна из первых в мире марок-перевёрток.

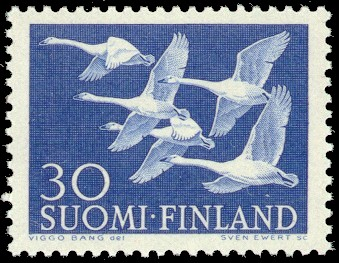
Марка Финляндии
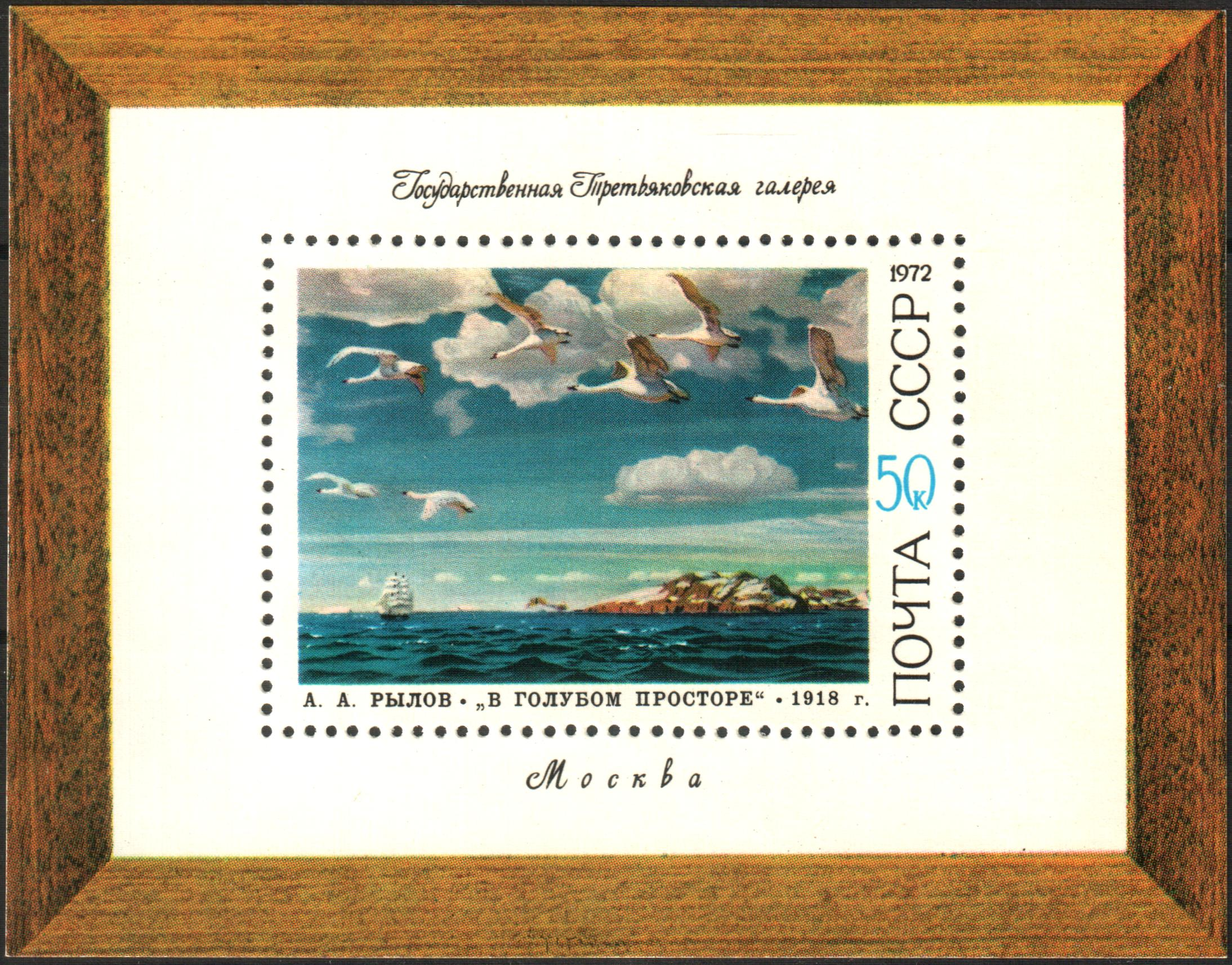
Почтовый блок СССР — летящие лебеди на картине «В голубом просторе»
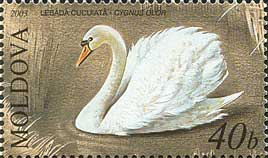
Марка Молдовы
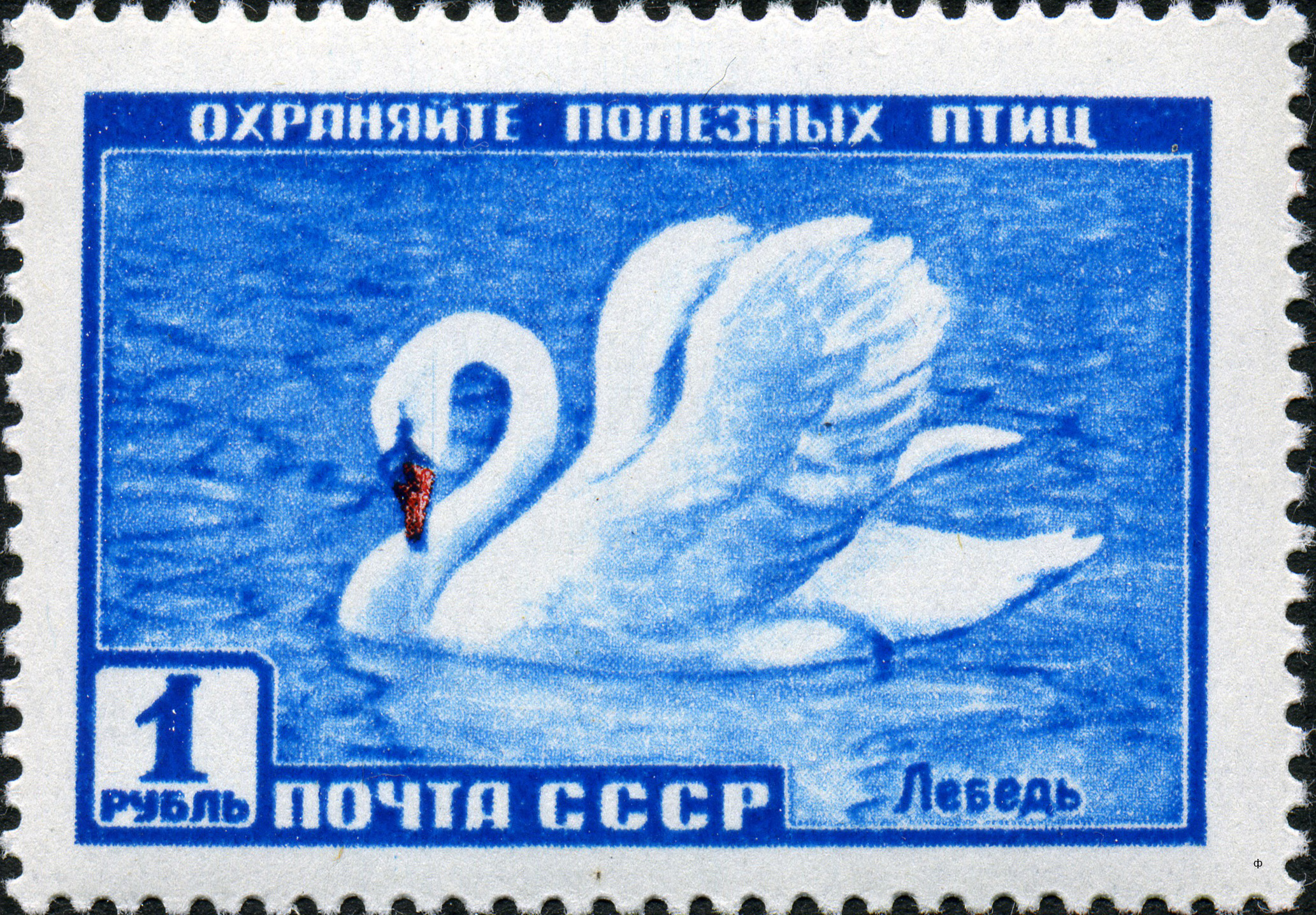
Марка СССР

### В геральдике
- Чёрный лебедь — эмблема Западной Австралии, девиз которой — «Cygnis Insignis» («Несущий знак лебедя»). Девиз, однако, не использовали при создании официального герба, но изображение лебедя осталось.

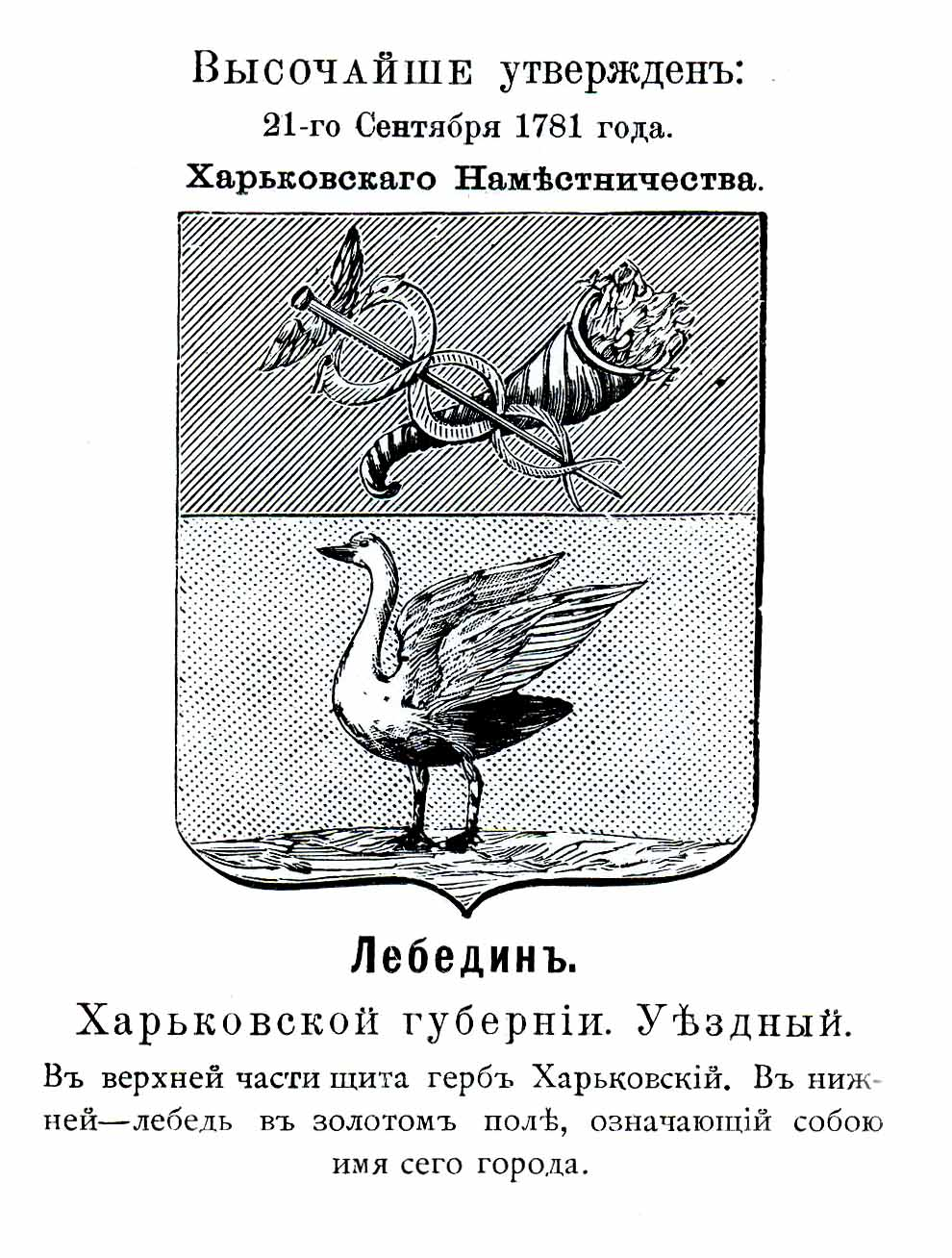
Герб Лебедина
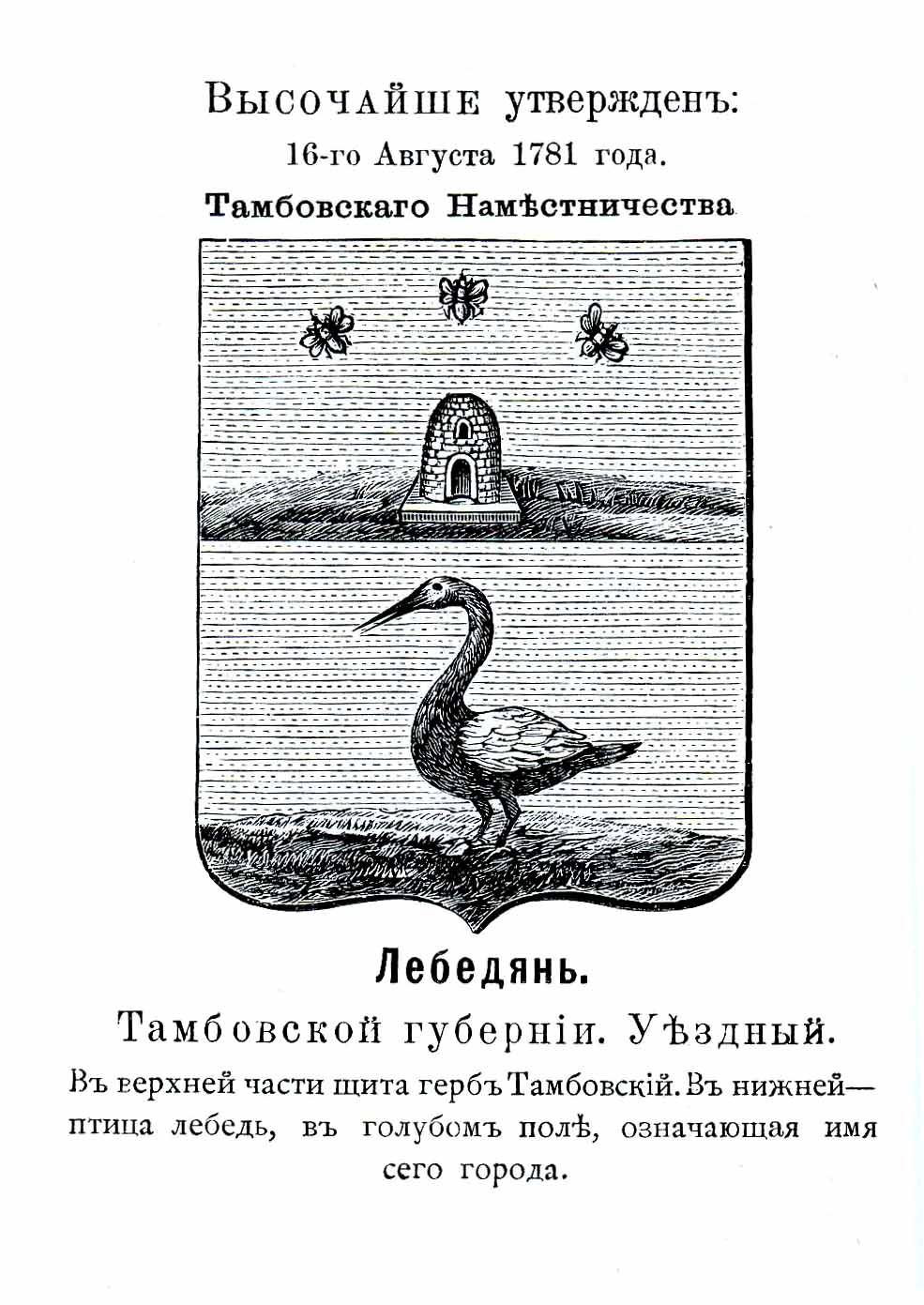
Герб Лебедяни
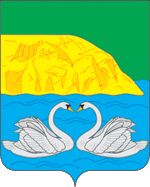
Герб Лебяжья
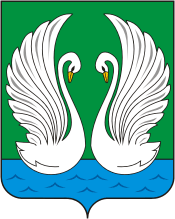
Герб Лебяжского района

### В дизайне и архитектуре
- The Swan — «стул-лебедь» датского дизайнера Арне Якосбена.
- Суон и Эдгар (англ. Swan & Edgar) — здание в историческом центре Лондона, на улице Риджент-стрит; образует ансамбль площади Пикадилли.

## Географические и другие названия от слова «лебедь»

### В географии
- Лебедянь — город в Липецкой области.
- Лебедин — город в Сумской области (Украина).
- Лебеди — хутор в Краснодарском крае.
- Лебеди — станция Юго-Восточной железной дороги на линии Сараевка — Старый Оскол.
- «Белый лебедь» — колония для осуждённых к пожизненному заключению в Соликамске Пермского края.
- «Царевна-Лебедь» — родник в лесопарке Покровское-Стрешнево на северо-западе Москвы.
- Микрорайон «Лебедь» — квартал 16-этажных жилых домов на Ленинградском шоссе (дома 29-35) в Москве.
- Суон (англ. The Swan; ирл. An Eala, «лебедь») — деревня в Ирландии, находится в графстве Лиишь (провинция Ленстер). Одна из новейших деревень страны, названа в честь местного паба.
- Суон (англ. Swan River) — река в юго-западной части австралийского штата Западная Австралия.
- Суо́н-Ри́вер (англ. Swan River Colony) — британская колония, основанная на реке Суон (Австралия).
- Суон-Ривер (англ. Swan River) — тауншип в округе Моррисон, Миннесота, США.
- Си́сне (исп. Islas del Cisne) — острова в Карибском море, в 180 км к северу от побережья Гондураса, которому и принадлежат. Также называются Суо́н (англ. Swan Islands — «Лебединые острова») или Сантани́лья (исп. Islas Santanilla).

### В астрономии
- Лебедь — созвездие северного полушария.
- Чёрный Лебедь — рассеянное звёздное скопление в созвездии Стрельца, также известное как M 18, NGC 6613.

### Торговые названия
- Swan Hunter, ранее известная как Swan Hunter & Wigham Richardson — британская фирма, занимающаяся проектированием судов.
- Swan Records — звукозаписывающий лейбл США, выпустивший, в том числе, записи The Beatles.
- Swan Song Records — звукозаписывающий лейбл, основанный участниками Led Zeppelin и менеджером группы Питером Грантом.

### В ботанике
- Лебеда (лат. Átriplex) — род двудольных растений семейства Амарантовые (Amaranthaceae).
- «Лебединое озеро» (англ. Swan Lake) — сорт роз.

### Другое
- Лебёдка — механическое приспособление.
- «Чёрный лебедь» — теория, рассматривающая труднопрогнозируемые и редкие события, которые имеют значительные последствия.
- Тип «Суон» (англ. Swan class) — серия австралийских фрегатов 1960-х годов.